# Hipnosis

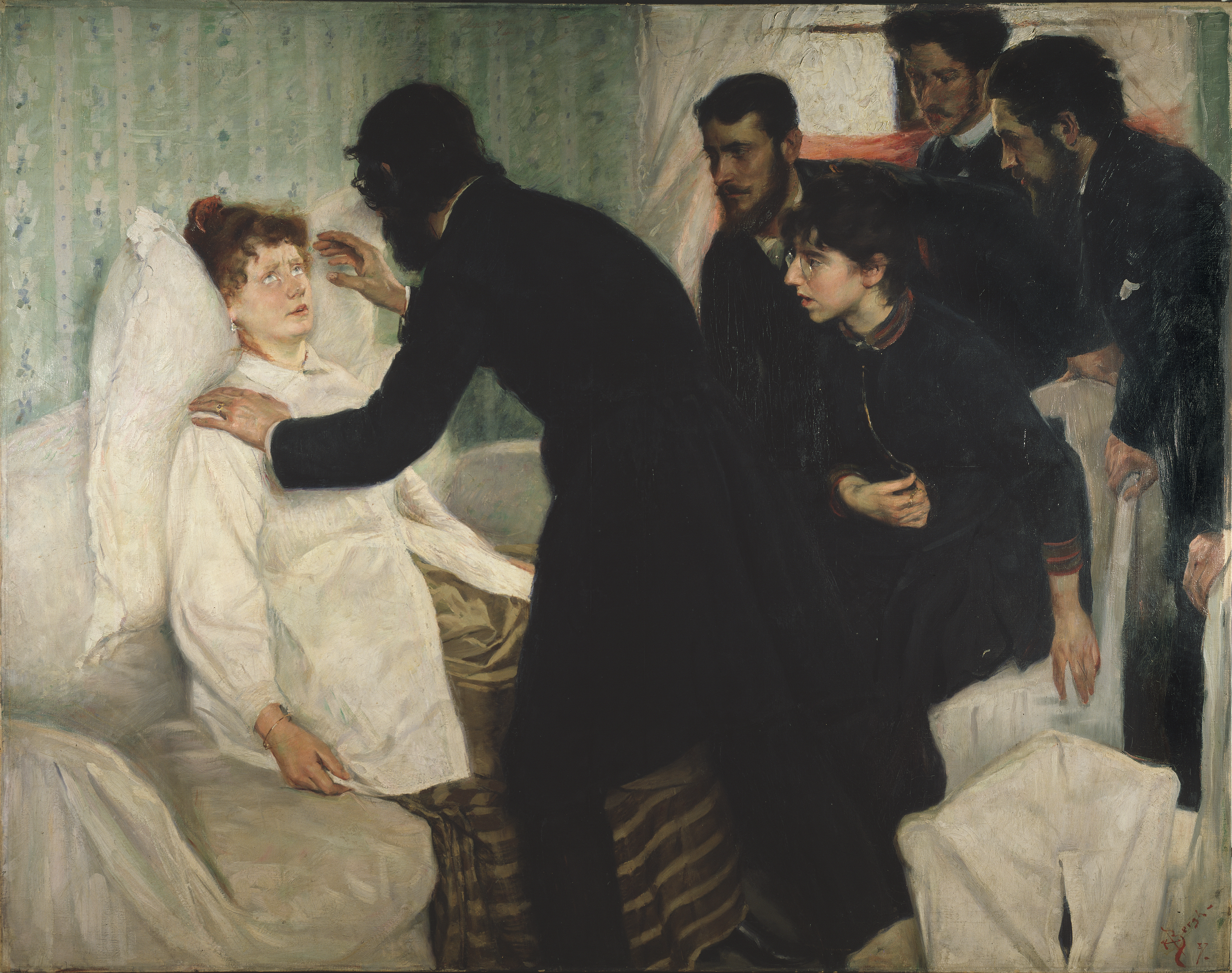
Séance hipnótico (1887), de Richard Bergh.

La hipnosis es una condición humana que implica una atención enfocada (la hipótesis de atención selectiva/falta de atención selectiva, SASI), conciencia periférica reducida y una capacidad mejorada para responder a la sugestión.
Existen teorías competidoras que explican la hipnosis y fenómenos relacionados. Las teorías del estado alterado ven la hipnosis como un estado alterado de la mente o trance, marcado por un nivel de conciencia diferente al estado de conciencia ordinario. En contraste, las teorías del no estado ven la hipnosis como un tipo de efecto placebo en diferentes formas, una redefinición de una interacción con un terapeuta o una forma de representación de roles imaginativa.
Durante la hipnosis, se dice que una persona experimenta una mayor concentración y enfoque, así como una mayor respuesta a las sugerencias. Por lo general, la hipnosis comienza con una inducción hipnótica que implica una serie de instrucciones y sugerencias preliminares. El uso de la hipnosis con fines terapéuticos se denomina «hipnoterapia», mientras que su uso como forma de entretenimiento para una audiencia se conoce como «hipnosis de escenario», una forma de mentalismo.
Las terapias basadas en la hipnosis para el manejo del síndrome de intestino irritable y la menopausia cuentan con evidencia de apoyo. El uso de la hipnosis para el tratamiento de otros problemas ha producido resultados mixtos, como en el caso de la cesación del tabaquismo. El uso de la hipnosis como forma de terapia para recuperar e integrar traumas tempranos es controvertido dentro del ámbito científico convencional. La investigación indica que hipnotizar a una persona puede ayudar en la formación de falsos recuerdos, y que la hipnosis «no ayuda a las personas a recordar eventos de manera más precisa».

## El mecanismo y aplicaciones de la hipnosis
Algunos supuestos indicadores hipnóticos y cambios subjetivos pueden conseguirse sin relajación o larga inducción, hecho que aumenta la controversia y nacen intensos debates que rodean el tema. Desde el psicoanálisis, fue un método consistente en la búsqueda de traumas psíquicos de los pacientes bajo estado hipnótico inducido. Es a través de anclajes, o sugestiones, que el terapeuta pide al paciente que abandone sus síntomas o hábitos. Algunos científicos han disputado sobre su existencia, mientras que otros insisten en su realidad y valor. Una fuente de controversia ha sido la gran variedad de teorías tradicionalmente divididas entre campos de estado y no estado. Esta controversia puede decrecer debido a que las modernas técnicas de «imagen cerebral» ofrecen esperanza para un aumento del entendimiento de su naturaleza, y el valor de ambas perspectivas es altamente reconocido.
La hipnosis tiene aplicación en los campos de la salud, tanto en la psicología como en la medicina.[cita requerida] Esta técnica se ha abandonado pues sus resultados, aunque son efectivos de forma inmediata, los síntomas regresan pronto dado que el problema no es solucionado. Otra cosa que contribuyó al abandono de esta forma de terapia es la falta de conocimiento, lo que creó muchos mitos incorrectos acerca de este método. La evidencia apoya su uso clínico para controlar el dolor, el peso, el tratamiento del síndrome de intestino irritable y como adjunto para el comportamiento cognitivo, además de otras terapias.[cita requerida] La hipnosis en sí no es una terapia, pero es efectivamente usada como adjunto a éstas. 

## Hipnoterapia
La «hipnoterapia», es decir, el «tratamiento hipnótico en una sesión para solucionar problemas», es un tratamiento alternativo muy efectivo[cita requerida] en el campo de la correcta gestión emocional. Se trata de un tipo de terapia psicológica que a través de estímulos externos logra la inducción de determinados estados de ánimo en el cerebro, puede no funcionar, pero la hipnosis resulta efectiva en la mayoría de los casos. Dichos estados de ánimo normalmente son de relajación o de máxima concentración, de modo que permitan focalizar la atención en las emociones y sensaciones internas. La hipnosis es eficaz como apoyo a otros tratamientos, tales como pérdida de peso, dejar de fumar, abandonar fobias, etcétera.[cita requerida]
Sin embargo, todavía existe controversia sobre si la hipnosis es una forma legítima de terapia o una pseudociencia. No existe una explicación científica para la hipnosis en la que los científicos estén de acuerdo. El uso de la hipnosis para recuperar «recuerdos reprimidos» ha sido ampliamente desacreditado debido al alto riesgo de crear recuerdos falsos.
La hipnoterapia se ha mostrado eficaz para inducir estados de analgesia (no sentir dolor temporalmente), pero no es posible «curar» únicamente con este procedimiento, aunque es posible acelerarlo.[cita requerida] El caso más famoso de hipnoterapia es el de la cantante Fergie, que decidió recurrir a esta terapia para terminar con sus adicciones.[cita requerida] Por lo tanto, la hipnoterapia es menos preferible que el uso de técnicas relacionadas con la hipnosis como parte de un paquete integrado psicológico.
Hay que destacar también la profunda vinculación de la hipnosis con el efecto placebo observado en las investigaciones con fármacos, puesto que se logran cambios en la patología o en los síntomas investigados, sin que la droga o tratamiento investigado haya sido el agente de cambio. Varios metanálisis recientes y revisiones sistemáticas de la literatura sobre diversas afecciones han concluido que la eficacia de la hipnoterapia «no está verificada», que no hay pruebas de su eficacia, o que las mismas son insuficientes.
La hipnosis clínica en sí está basada en una modalidad vincular de relación bipersonal o multipersonal. Es una de las ramas de esta terapia de aplicación exclusivamente médica. Habitualmente se emplea para suplir hábitos nocivos desligándolos de la psique del paciente, pudiendo encontrar de esta manera un método que lidie con el síndrome de abstinencia que puedan acarrear dichas costumbres.[cita requerida]
Este método se inicia induciendo al paciente a un estado denominado «trance», lo que le permite concentrarse en lo que el terapeuta le va dictando, lejos de un sueño profundo o perdida de la voluntad. Se considera una forma de comunicación donde el terapeuta se comunica con el mundo de su paciente a través de vivencias que provoca en él por medio de la palabra, tomando como punto de partida el comunicar sensaciones de seguridad, de cuidado, consideración y respeto. De este modo, a través de esa relación de comunicación, permite que el paciente atenúe sus mecanismos de defensa de vigilia y se permita alcanzar un estado de intensa serenidad tanto física como mental, logrando un profundo estado hipnótico al volcarse sobre sí mismo. La condición de trance mencionada se aplica a modo de desinhibidor emocional, mientras que la sugestión se utiliza para provocar diversos procesos, cognitivos, fisiológicos, emocionales y conductuales.[cita requerida]
La correcta predisposición del paciente es el pilar fundamental para lograr el éxito de este tratamiento.[cita requerida]
Desde esta perspectiva, la hipnosis clínica se puede ver como un fenómeno de comunicación sui géneris, que evoca la comunicación de un ser protegido y de un protector, desprovista de elementos mágicos o de presunta posesión de poderes por parte del hipnoterapeuta. No existe la posibilidad de posesión de poderes pues, del mismo modo que una persona alcanza un estado de trance mediante la labor de un hábil psicólogo o hipnólogo, también puede alcanzar ese mismo y profundo estado con el empleo de un reproductor de sonido, y claramente se puede inferir que un dispositivo reproductor, por más tecnología que posea, no puede tener poderes mágicos de ninguna naturaleza.[cita requerida]
La hipnosis, por un lado, sigue siendo investigada y aplicada en su forma clásica, pero al mismo tiempo ha generado nuevas disciplinas y líneas de investigación. Entre ellas, se ha desarrollado la programación neurolingüística (PNL), así como la técnica de desensibilización y reprocesamiento por movimientos oculares (DSMR).
Otro de los usos de la hipnosis son los conocidos shows de hipnosis, donde el hipnotizador, tras haber sugestionado a parte del público, crea una «obra» donde los actores son las personas hipnotizadas. Uno de los hipnotizadores más conocidos del mundo en este campo es Anthony Cools.

## Definiciones
Los investigadores y los médicos poseen requerimientos distintos para las explicaciones de la hipnosis, de modo que el foco de las teorías desde estos respectivos campos puede variar enormemente. Una distinción fundamental en la teoría de la hipnosis puede estar entre el acercamiento de la hipnosis al «estado» y al «no estado».
Los defensores del «estado» creen que la hipnosis es un estado de conciencia alterado, mientras que quienes defienden el «no estado» creen que los efectos hipnóticos son producto de procesos psicológicos más mundanos, como la absorción y la expectación. Dentro de la Asociación Americana de Psicología (AAP), un amplio rango de investigadores y médicos continúan neutrales ante esta discusión. Las siguientes definiciones se han dividido en definiciones (discutibles) bien conocidas por considerados grupos e individuos y definiciones menos conocidas.

## Asociación Americana de Psicología (AAP) - American Psychological Association (APA)
La hipnosis es definida por la sección 30 de la APA como un estado de consciencia que envuelve un foco concentrado de atención y reducción de la consciencia periférica, la cual se caracteriza por un aumento en la capacidad de respuesta a la sugestión.
Típicamente, la hipnosis está involucrada en la introducción del procedimiento por el cual el sujeto es informado de que se le van a presentar experiencias imaginativas. La inducción hipnótica es una sugestión inicial extendida para usar la propia imaginación, y puede contener elaboraciones posteriores a la introducción. Un procedimiento hipnótico se usa para incitar y evaluar respuestas a las sugestiones.
Al usar la hipnosis, una persona (el sujeto) es guiada por otra (el hipnotizador) para responder a sugestiones por cambios en experiencia subjetiva, alteraciones en la percepción, sensación, emoción, pensamiento, o comportamiento. Las personas también pueden aprender auto-hipnosis la cual es el acto de administrarse procedimientos hipnóticos uno mismo. Si el sujeto responde a sugestiones hipnóticas, generalmente infiere en que se ha inducido hipnosis. Muchos creen que las respuestas a la hipnosis y a las experiencias son características de un estado hipnótico. Mientras que algunos creen que no es necesario usar la palabra hipnosis como parte de una inducción hipnótica, otros lo ven como esencial.
Dependiendo de la meta del practicante y los propósitos de la investigación clínica, los procedimientos y las sugestiones usadas diferirán. Tradicionalmente los procedimientos están relacionados con la relajación, aunque esta no es necesaria para la hipnosis y se puede usar un amplio rango de sugestiones incluyendo las que permiten estar más alerta. Sugestiones que permiten extender la hipnosis para ser determinada comparando escalas de respuestas estandarizadas pueden usarse en ambos ajustes, clínicos e investigadores. Mientras que la mayoría de los individuos responden al menos a algunas sugestiones, la puntuación en escalas de rangos estandarizados va desde alta a insignificante. Tradicionalmente las puntuaciones se agrupan en categorías de, «bajo», «medio» y «alto». Como es el caso de otras medidas de escalas positivas de las construcciones psicológicas como la atención y el conocimiento, la evidencia de haber conseguido hipnosis, aumenta con la puntuación individual.

### Michael Yapko
Michael Yapko define la hipnosis como un proceso de comunicación influyente en el cual el operador saca y guía las asociaciones internas del paciente a modo de establecer o reforzar asociaciones terapéuticas en el contexto de una relación mutuamente responsiva y colaborativa y orientada a una meta.

### Dave Elman
Dave Elman define la hipnosis como un estado mental en cual la facultad crítica de la mente humana es puenteada y se establece un pensamiento selectivo.
La facultad crítica de su mente es esa parte que traspasa el enjuiciamiento. Dicha parte distingue entre conceptos como, caliente y frío, amargo o dulce, grande y pequeño o claro y oscuro. Al plantear esta facultad mental de tal modo que no pueda distinguir entre dichos conceptos, es posible substituir el pensamiento selectivo por la construcción de enjuiciamiento convencional.

### Richard Bandler
El cofundador de la programación neurolingüística se dio a conocer especialmente por su trabajo anulando fobias en 2 minutos mediante la interrupción del apretón de manos.
Una inducción al trance que usa el proceso subconsciente de un apretón de manos para inducir en un profundo trance y asegura que jamás ha encontrado a una sola persona que no sea hipnotizable.

### Milton Erickson
Presidente fundador de la Sociedad Estadounidense de Hipnosis Clínica y miembro de la Asociación Estadounidense de Psiquiatría, la Asociación Estadounidense de Psicología y la Asociación Estadounidense de Psicopatología, fue uno de los hipnoterapeutas más influyentes de la posguerra. Escribió varios libros y artículos de revistas sobre el tema. Durante la década de 1960, Erickson popularizó una nueva rama de la hipnoterapia, conocida como terapia Ericksoniana, caracterizada principalmente por sugestión indirecta, «metáfora» (en realidad, analogías), técnicas de confusión y dobles vínculos en lugar de inducciones hipnóticas formales.
Sin embargo, la diferencia entre los métodos de Erickson y el hipnotismo tradicional llevó a ciertos contemporáneos como André Weitzenhoffer a preguntarse si estaba practicando «hipnosis» en absoluto, y su enfoque sigue en duda.

## El comienzo de la hipnosis
Aunque ya existen precedentes históricos del uso de técnicas similares a la hipnosis empleada por los egipcios en los llamados Templos del Sueño, no sería hasta mediados del siglo XVIII cuando se inicia el primer estudio sistemático de lo que suponía un estado psico-fisiológico especial que más tarde se conocería con el término de hipnosis. Franz Anton Mesmer (1734-1815), doctorado en Medicina y Filosofía a sus 35 años en Viena, escribió su tesis doctoral titulada De planetarium Influxu, influenciada por las teorías de Paracelso sobre la interrelación entre los cuerpos celestes y el ser humano. Mesmer formuló la teoría del magnetismo animal que nos venía a decir que todo ser vivo irradia un tipo de energía similar o parecido al magnetismo físico de otros cuerpos y que puede transmitirse de unos seres a otros, llegando a tener una aplicación terapéutica. El médico austríaco se instaló en París y con el paso del tiempo, fue tan grande su influencia y tan extendida su fama, que se convirtió en el médico tanto de los pobres y desheredados como de los ricos y poderosos, incluso del mismísimo rey de Francia. El asunto llegaría hasta la Academia de Medicina de Francia, que determinó que no existía ningún tipo de influencia o energía magnética en las curaciones mesméricas. ¿Qué era lo que realmente producía la curación?
Serían los discípulos de Mesmer y posteriores investigadores quienes determinarían que las «milagrosas» curaciones en los trances hipnóticos, llamados sueños magnéticos o mesmerismo hasta aquel entonces, se producían por una condición llamada sugestión. Un cirujano escocés llamado James Braid (1795-1860) fue el primero en acuñar el término «hipnosis», enunciando una de las formas que lo explicaban: «la fijación sostenida de la mirada paraliza los centros nerviosos de los ojos y sus dependencias que, alterando el equilibrio del sistema nervioso, produce el fenómeno».

## Definiciones menos conocidas

### Teorías de estado alpha y theta
Gracias a los datos recogidos por la electroencefalografía, los cuatro mayores esquemas de la frecuencia de los impulsos eléctricos que dispara el cerebro han sido identificados. El estado beta (alerta, trabajando) se define en 14-32 ciclos por segundo, el estado alfa (relajado, reflexionando) en 7-14 ciclos, el estado theta (somnoliento) en 4-7 ciclos y el estado delta (durmiendo, soñando, sueño profundo) en aproximadamente 3-5 ciclos por segundo.
Una definición fisiológica de hipnosis contrasta que el nivel necesario de onda cerebral para trabajar en temas como cambios de conducta y sentimientos, mejora en el deporte, etc., es el estado Alpha. Dicho estado esta comúnmente asociado con el cierre de los ojos, la relajación y el ensoñamiento diurno.
Otra definición fisiológica afirma que el estado theta se requiere para un cambio terapéutico. El estado theta está asociado con la hipnosis para la cirugía, la hipnoanestesia y la hipnoanalgesia. Debería tenerse en cuenta que la hipnoanalgesia de la piel es un test común para el sonambulismo. La catalepsia de los brazos y el cuerpo es una de las pocas pruebas realizadas para determinar la preparación para estas aplicaciones quirúrgicas. De todos modos es importante reflejar el hecho de que ambas catalepsias pueden ser inducidas en sujetos normales no hipnotizados.

### Harry Cannon
Harry Cannon define la hipnosis como un mecanismo fisiológico por el cual una sugestión tiene una incidencia directa y es aceptada por el subconsciente. Para que esto ocurra se necesitan cuatro cosas:
- Un foco de atención
- Un sobresalto
- La propia sugestión
- Que no haya crítica sobre la sugestión por el intelecto consciente

Cuando se cumplen estos requerimientos, la sugestión arraiga en el subconsciente y exterioriza en función motriz. Esto simplemente quiere decir que la sugestión se ha sobrepuesto a la mente.
Harry asegura que todo nuestro aprendizaje funciona por medio de la hipnosis, y nos da el siguiente ejemplo: «Imagina a un niño pequeño a quien su madre atrapa quitando a otro niño lo que no le pertenece. Imagina que la madre castiga al niño por esta acción; el niño ahora tendrá un foco de atención y una emoción sobresaltada. En ese momento, la madre instruye a su hijo que debe dejar de hacerlo y le pide que no lo haga más. Por el criterio anterior, esta sugestión inculcada durante los años formativos del niño se ha almacenado en el subconsciente sin ningún argumento intelectual por parte del niño. Por esta experiencia, al niño se le inculca una nueva linde social por la cual en el futuro definitivamente sentirá esos mismos sentimientos y emociones cuando se encuentre en situaciones similares».
La hipnosis está alrededor de nosotros y ocurre todo el tiempo. El nivel de aparente intensidad del estado hipnótico no es nada más que la atestiguación de la experiencia subjetiva de ello y nada más.

### Joe Griffin
Joe Griffin, basado en la investigación sobre su sueño, define la hipnosis como cualquier medio artificial de acceder al estado REM. Todos los fenómenos hipnóticos, incluida la amnesia, levitación de los brazos, ilusiones corporales, respuestas ideomotoras, catalepsia, analgesia, anestesia, regresión, son regresiones poshipnóticas, distorsión del tiempo, disociación y alucinación son propiedades del estado REM, que él identifica como el estado de programación natural del cerebro, y claramente por la condición sexual de los aspectos cognitivos.

## Teorías
Una teoría científica trata de describir y explicar el comportamiento natural del fenómeno social, siguiendo los principios del método de la ciencia. Las buenas teorías se producen desde hipótesis que pueden ser apoyadas o refutadas por datos experimentales.
Algunas teorías de la hipnosis tratan de describir el fenómeno en términos de actividad cerebral, mientras que otras se concentran más en la experiencia fenomenológica. En cualquier caso la distinción fundamental está entre las teorías de hipnosis de «el estado» y el «no estado».
Los detractores de «el estado» creen que parte del núcleo de una hipnosis es el estado de conciencia, mientras que, los detractores del «no estado» creen que hay un proceso psicológico más mundano, porque la atención enfocada y la expectación son suficientes para explicar el fenómeno hipnótico.
La definición precisa de qué constituye un estado de conciencia alterado es tema de debate. Aunque algunas personas hipnotizadas describen su experiencia como de «alterada», es difícil usar estos términos en la ausencia de una definición anterior.

### Teorías de disociación y neodisociación
Pierre Janet informó de estudios sobre un tema hipnótico en 1882. Posteriormente, Charcot lo nombró director del laboratorio psicológico en La Salpêtrière en 1889, después de que Janet completara su doctorado, que trataba sobre el automatismo psicológico. Janet reconcilió elementos de sus puntos de vista con los de Bernheim y sus seguidores, desarrollando su propia psicoterapia hipnótica sofisticada basada en el concepto de disociación psicológica que, a principios de siglo, rivalizaba con el intento de Freud de proporcionar una teoría más completa de la psicoterapia.
Pierre Janet desarrolló originalmente la idea de la «disociación», literalmente como la separación de algunos componentes de la conciencia, como resultado de su trabajo con pacientes histéricos. Creía que la hipnosis era resultado de la disociación: las áreas del control del comportamiento de un individuo están separadas del comportamiento ordinario. En este caso, la hipnosis quitaría algo de control de la mente consciente y el individuo respondería con un comportamiento autónomo y reflexivo.
La teoría neodisociativa fue desarrollada por Hilgard en 1977; él basa la idea en que existen sistemas cognitivos múltiples o estructuras organizadas jerárquicamente que están bajo el control de un ego-ejecutivo, el cual es responsable de planificar las funciones de personalidad. Mediante la hipnosis el ego-ejecutivo se disocia, siendo activado por las sugestiones terapéuticas del hipnotizador.

### Teoría de la construcción social y teoría del rol
Esta teoría sugiere que los individuos asumen un rol y así permiten al hipnotizador crear una realidad para ellos. Esta relación depende de cuánta narración se haya establecido entre el hipnotizador y el sujeto. Generalmente bajo la hipnosis la gente se vuelve más receptiva a la sugestión, causando cambios en la forma en que se sienten, piensan y se comportan. Algunos psicólogos han sugerido que la hipnosis es una traducción literal, tan bien conocida que las expectaciones sociales son llevadas a cabo por sujetos, quienes creen estar en un estado de hipnosis, comportándose de la manera en que ellos se imaginan que se comporta un hipnotizado (deseabilidad social). Mucho trabajo experimental ha demostrado que las experiencias de los sujetos hipnotizados pueden ser dramáticamente formadas por expectaciones y matices sociales. Este punto de vista normalmente se malentiende: no descuenta la afirmación de que los individuos hipnotizados están realmente experimentando efectos de sugestión, tan solo que los mecanismos por los cuales se lleva a cabo esta acción están en parte construidos socialmente y que no necesariamente se confíe en la idea de un estado de conciencia alterada. En ese sentido, por ejemplo, la psicología social estudia la conformidad de ciertos individuos frente a sus pares, y el cambio de actitudes.

### Hipótesis de Nicolás Spanos
Nicholas Spanos hipotetizó que tales comportamientos asociados con la hipnosis se hacen con conocimiento de la persona. Alegó que había dos razones por las cuales las personas confunden su estado de conciencia por hipnosis. Siendo una de las causas que la misma gente cree que su comportamiento está causado por una fuente externa en vez de por ellos mismos. La segunda está relacionada con los rituales llevados a cabo por la hipnosis. El hipnotista dice ciertas cosas que son primariamente interpretadas como voluntarias y más tarde en el procedimiento como involuntarias. Como ejemplo «relaja los músculos de las piernas» y después «tus piernas están blandas y pesadas». Los descubrimientos de Spanos no eran para demostrar que el estado de hipnosis no existe en absoluto sino para demostrar que los comportamientos exhibidos por esos individuos se deben a individuos «altamente motivados».

### Hipnosis como proceso condicionado induciendo a dormir
Ivan Pavlov creía que la hipnosis era un sueño parcial. Observó que los varios grados de hipnosis no diferían perceptible y fisiológicamente del estado de despertar y que la hipnosis dependía de insignificantes cambios de estímulos ambientales. Pavlov también sugirió que los mecanismos más bajos del cerebro, estaban envueltos en condición hipnótica. Algunos bien conocidos y modernos hipnoterapeutas se anexan a esta teoría desde que en hipnosis el sujeto parece típicamente estar dormido por tener los ojos cerrados que típicamente es parte del procedimiento de inducción. Sin embargo hay bastante literatura en estudios de la presión arterial, de los reflejos, estudios fisioquímicos y de EEG que indican que la hipnosis se asemeja más a estar completamente despierto.

### Teoría de la hipersugestibilidad
Actualmente una teoría más popular se basa en que la atención del sujeto está estrechada por ciertas técnicas usadas por el hipnotizador. Como la atención del sujeto se estrecha, las palabras del hipnotizador eventualmente se sobreimponen a la voz interior del sujeto. De esta teoría venía la implicación de que solamente las mentes débiles o crédulas son sugestionables. Al contrario, es necesario que el sujeto tenga un mínimo de imaginación.

### Teoría informacional
Esta teoría aplica el concepto del modelo del cerebro como computadora. Los sistemas electrónicos, ajustan sus redes de regeneración para aumentar el cociente señal-ruido para el funcionamiento óptimo, llamado «estado constante». Aumentando la receptabilidad de un receptor permite que los mensajes se reciban con más claridad desde un transmisor, sobre todo intentando reducir la interferencia (ruido) tanto como sea posible. Así, el objetivo del hipnotizador consiste en utilizar técnicas para reducir la interferencia y aumentar la receptabilidad de mensajes específicos (sugestiones).

### Estado de histeria
Charcot postuló que la hipnosis era un síntoma de histeria y que solamente las personas que la experimentan se las cree hipnotizables. Aunque los susceptibles a padecer histeria parecen más sugestionables, las personas normales son profundamente hipnotizables, lo cual suscita controversia.
Sigmund Freud, fundador del psicoanálisis, estudió hipnotismo en la Escuela de París y visitó brevemente la Escuela de Nancy. En sus inicios, Freud fue un entusiasta defensor de la hipnoterapia. Inicialmente hipnotizó a pacientes y presionó sus frentes para ayudarlos a concentrarse mientras intentaba recuperar recuerdos reprimidos. Pronto comenzó a enfatizar la regresión hipnótica y la abreacción (catarsis) como métodos terapéuticos. Escribió un artículo de enciclopedia favorable sobre el hipnotismo, tradujo una de las obras de Bernheim al alemán y publicó una influyente serie de estudios de casos con su colega Joseph Breuer titulada Estudios sobre la histeria (1895). Este se convirtió en el texto fundacional de la tradición posterior conocida como «hipnoanálisis» o «hipnoterapia de regresión».
Sin embargo, Freud abandonó gradualmente el hipnotismo en favor del psicoanálisis, enfatizando la asociación libre y la interpretación del inconsciente. Luchando con el gran gasto de tiempo que requería el psicoanálisis, Freud sugirió más tarde que podría combinarse con la sugestión hipnótica para acelerar el resultado del tratamiento, pero que esto probablemente debilitaría el resultado: «es muy probable que en la aplicación de nuestra terapia a las masas nos veamos precisados a alear el oro puro del análisis con el cobre de la hipnosis directa».
Sin embargo, sólo un puñado de seguidores de Freud estaba suficientemente capacitado en hipnosis para intentar la síntesis. Su trabajo tuvo una influencia limitada en los enfoques hipnoterapéuticos ahora conocidos como «regresión hipnótica», «progresión hipnótica» e «hipnoanálisis».

## Investigación de la hipnosis
Se ha llevado a cabo suficiente investigación sobre la naturaleza de los efectos de la hipnosis y la sugestión y ambas continúan siendo una herramienta contemporánea en la investigación psicológica. Un número de diversos filamentos son aparentes:
- Los que examinan el estado de hipnosis por sí mismo.
- Los que examinan de adentro afuera los efectos y propiedades de las sugestiones de la hipnosis.
- Y los que usan la sugestión hipnótica como herramienta para investigar otras áreas de funcionamiento psicológico.

Con el reciente advenimiento de nuevas técnicas de proyección de imagen del cerebro (principalmente exploraciones de MRI, con EEG y animales contribuyendo en un grado inferior) ha habido un resurgimiento de interés en la relación entre la hipnosis y el funcionamiento del cerebro. Cualquier experiencia humana se refleja de cierta manera en los colores que el cerebro ve o por el movimiento subrayado por la actividad en la corteza visual, el sentimiento de temor es mediado por la actividad en la amígdala, de modo que la hipnosis y la sugestión tengan efectos observables sobre la función del cerebro. Una edición importante para los investigadores que llevan a cabo proyección de imagen del cerebro es separar los efectos de la hipnosis y de la sugestión, sabiendo que una sugestión dada durante la hipnosis afecte el área X del cerebro no nos dice solo sobre la hipnosis, nos dice también sobre los efectos de la sugestión. Para explicar esto, los experimentos necesitan incluir una «respuesta no hipnótica a sugerencia». Solo de este modo pueden examinarse los efectos específicos de la hipnosis.
Un experimento científico controlado postula que la hipnosis puede alterar la percepción y opinión de nuestra experiencia de conciencia de un modo que no es posible cuando la gente no está hipnotizada. En este experimento, la percepción del color cambiaba por la hipnosis en gente altamente hipnotizable, como determinaron los escáneres PET (Kosslyn et al., 2000). Esta investigación no compara los efectos de la hipnosis en gente menos hipnotizable y por consiguiente podría mostrar poco y casual efecto debido a la falta de un grupo de control.
Muchos métodos teóricos se enfocan en mayor o menor medida en aspectos biológicos, fisiológicos y sociales. Algunos descubrimientos de estos estudios indican que no existe un factor que aparezca primariamente y que existen muchos factores que determinan la susceptibilidad de los individuos.
La hipnosis, como forma de conducta natural, ha existido desde los orígenes mismos de la humanidad, con diferentes nombres a través de los tiempos, por cierto, pero siendo siempre un mismo fenómeno psiconeurofisiológico. Hoy es entendida la hipnosis cognitiva como un modo, un estilo comunicacional, un estado de receptividad específico y como una predisposición cognitiva a utilizar y optimizar los propios potenciales que cada persona posee.
La hipnosis clínica es una técnica por intermedio de la cual pueden realizarse tratamientos psicoterapéuticos, pero no es un método terapéutico en sí mismo. La hipnosis, para muchos, parece tener una finalidad muy simplificadora de ese arte o técnica que es la psicoterapia. Esta sobre simplificación es un grave error que en mucho perjudica a la hipnología.
Sabemos que para llegar a una meta realmente terapéutica es necesario la puesta en movimiento y la acertada estimulación de las fuerzas madurativas de la personalidad.[cita requerida] Sin un «yo» maduro y fuerte, no es posible elaborar los conflictos del pasado, ni las exigencias del presente, y con ello poder encaminar la búsqueda hacia una estable y adecuada salud mental. Donde la hipnosis tiene su más amplio campo de labor es en su utilización dentro de la práctica psicoterapéutica.[cita requerida]
Por supuesto, con un criterio muy alejado de la supresión de síntomas mediante «omnipotentes» fórmulas de un hipnoterapeuta poco formado en psicología profunda, formulaciones tales como «no tendrá más insomnio», «dejará de beber o fumar porque eso es dañino para su salud», «tendrá satisfacción sexual», «a partir de hoy ya no comerá con exceso», «no se sentirá más angustiado y podrá ser feliz». Estas ingenuidades no conducen a nada y son las responsables de que en ciertas épocas haya sido considerada ineficaz la hipnosis.

## Aspectos fisiológicos
Gracias a las investigaciones que se han hecho acerca de la hipnosis se han descubierto procesos neurofisiológicos y áreas cerebrales involucradas. A pesar de que muchas áreas cerebrales se involucran en los estados de hipnosis, se resalta particularmente la corteza prefrontal dorsolateral y el cortex cingulado. Muchas de las áreas involucradas en la hipnosis también se relacionan con procesos de atención y conciencia. La corteza prefrontal es un área integrativa que se relaciona con la planeación, atención selectiva, y modulación de otras funciones cerebrales (generalmente por medio de la inhibición). La otra área importante involucrada es el cortex cingulado que se encuentran formando parte del sistema límbico que involucra diferentes funciones como la recompensa, detección de errores, atención, motivación y las emociones. De hecho se encuentra involucrado en muchos aspectos de la experiencia y comportamiento humano.
La hipnosis también se ha relacionado con la asimetría hemisférica. Esto porque algunas investigaciones sugieren que la respuesta hipnótica se asocia más al hemisferio derecho porque dicha respuesta se ve más relacionada con procesos cognitivos, creativos, de intuición y pensamientos no verbales. Sin embargo, hay investigaciones que no muestran diferencias en sujetos con lesiones del hemisferio derecho, es por esto que algunos no consideran esta relación tan marcada entre la hipnosis y los hemisferios.[cita requerida]